# Euchromia fulgens
Euchromia fulgens là một loài bướm đêm thuộc phân họ Arctiinae, họ Erebidae.